# Buk wielkolistny
Buk wielkolistny, b. amerykański (Fagus grandifolia Ehrh.) – gatunek roślin z rodziny bukowatych (Fagaceae Dumort.). Występuje naturalnie w Ameryce Północnej – Kanadzie, Stanach Zjednoczonych oraz Meksyku. 

## Rozmieszczenie geograficzne
Występuje naturalnie w Ameryce Północnej – Kanadzie, Stanach Zjednoczonych oraz Meksyku. W Kanadzie występuje w południowo-wschodniej części kraju – w prowincjach Ontario, Quebec, Wyspa Księcia Edwarda, Nowy Brunszwik i Nowa Szkocja. W Stanach Zjednoczonych został zaobserwowany w Alabamie, Arkansas, Connecticut, Dystrykcie Kolumbii, Delaware, na Florydzie, w Georgii, Illinois, Indianie, Kentucky, Luizjanie, Massachusetts, Marylandzie, Maine, Michigan, Minnesocie, Missouri, Missisipi, Północnej Karolinie, New Hampshire, New Jersey, stanie Nowy Jork, Ohio, Oklahomie, Pensylwanii, Rhode Island, Południowej Karolinie, Tennessee, Teksasie, Utah, Vermoncie, Wisconsin, Wirginii oraz Wirginii Zachodniej. W Meksyku jest spotykany w stanach Tamaulipas, Hidalgo i Puebla. 

## Morfologia

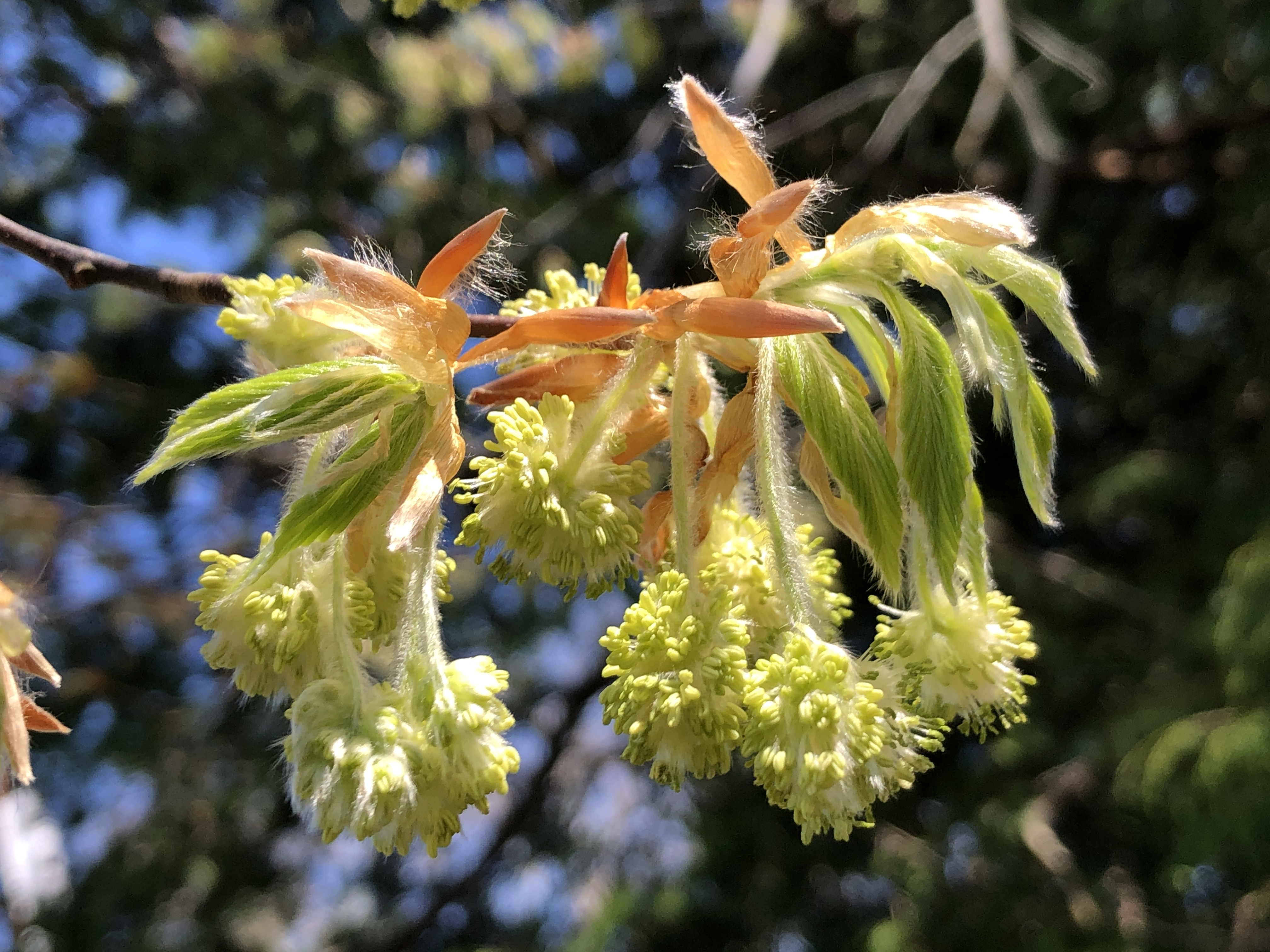
Kwiaty

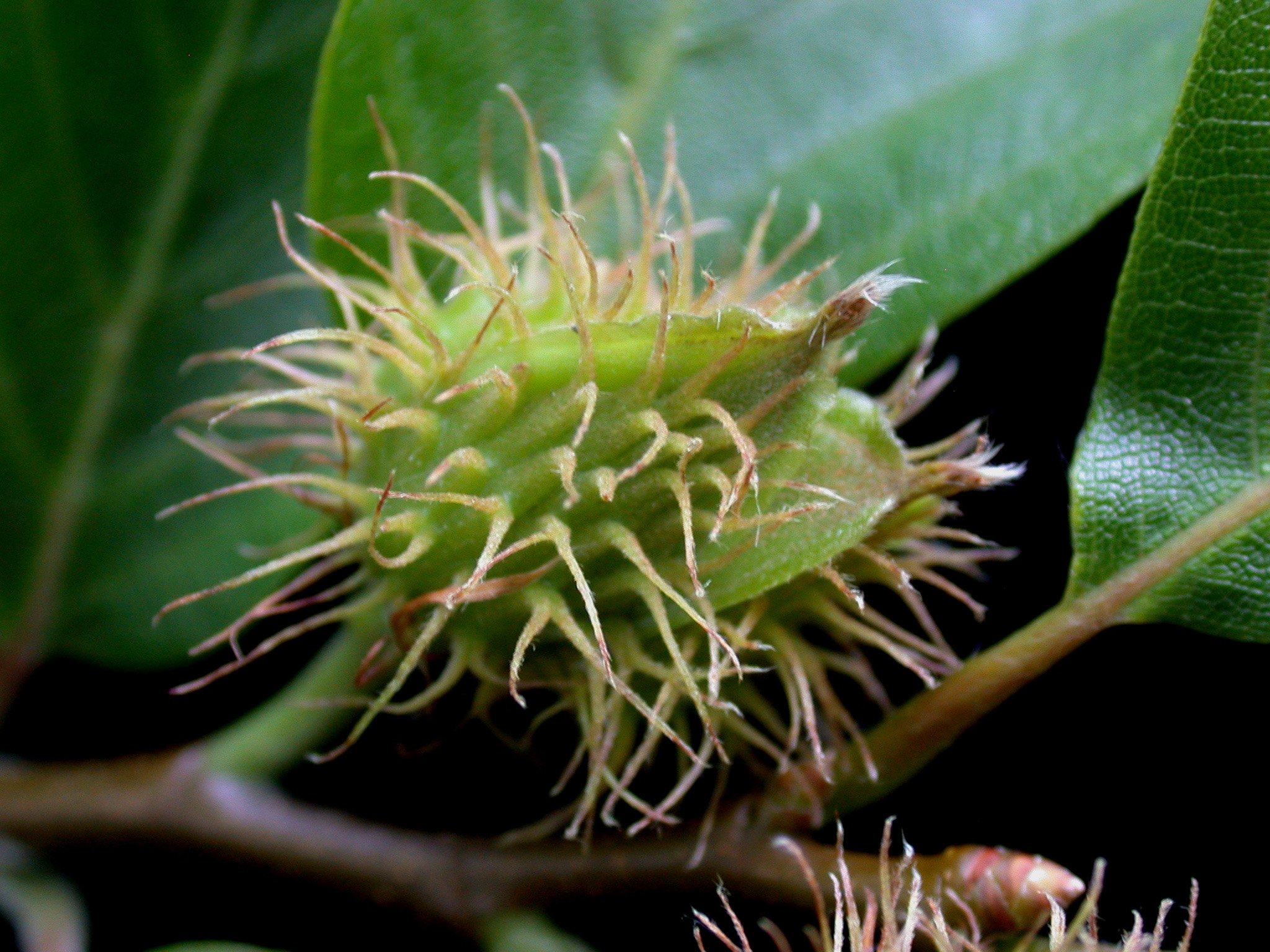
Kupula otaczająca owoce

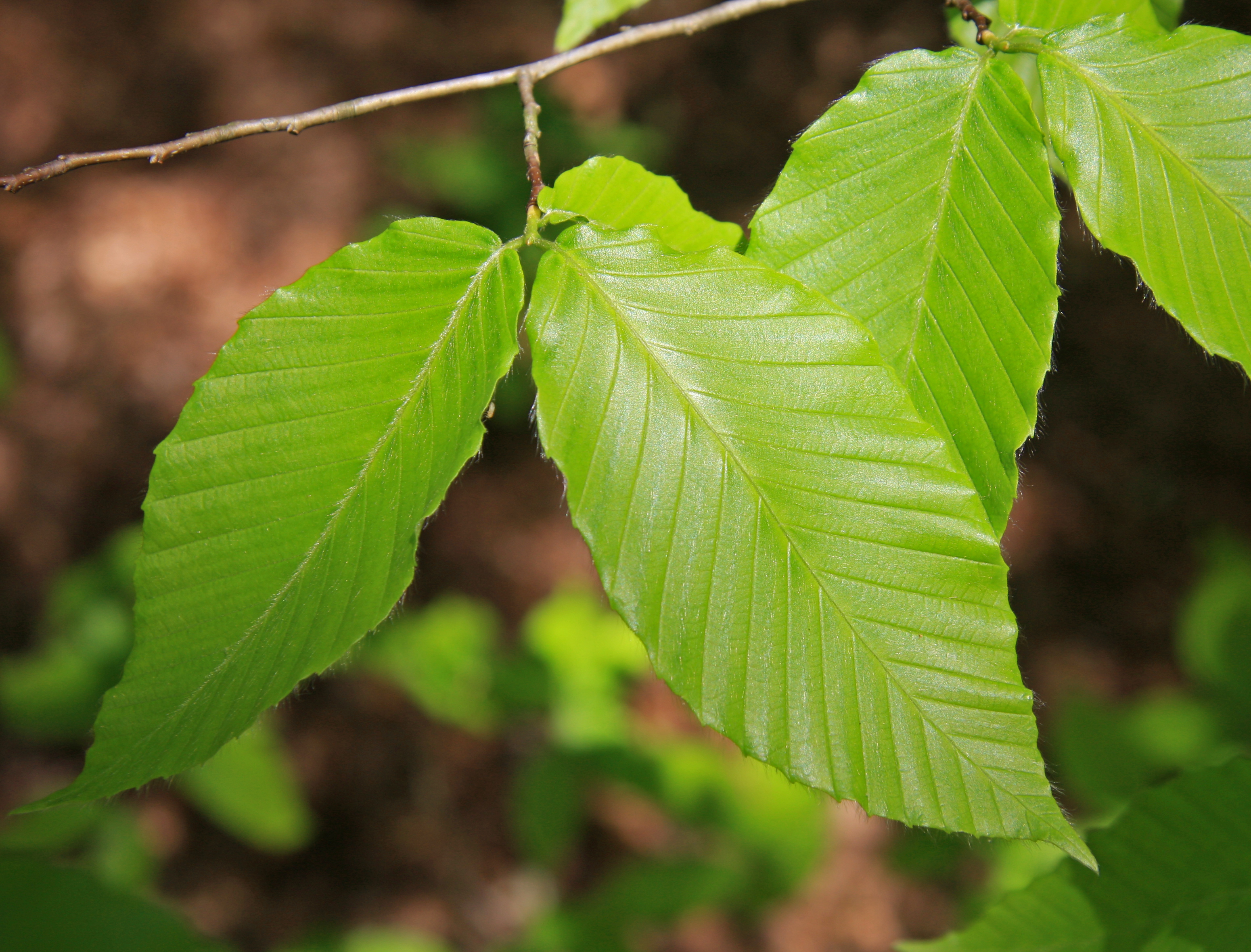
Liście

PokrójZrzucające liście drzewo dorastające do 20 m wysokości. Kora jest gładka i ma szarą barwę.
LiścieBlaszka liściowa ma owalny lub odwrotnie jajowaty kształt. Mierzy 6–12 cm długości oraz 2,5–7,5 cm szerokości, jest falowana na brzegu, ma klinową lub ostrokątną nasadę i spiczasty wierzchołek. Ogonek liściowy jest nagi i ma 4–12 mm długości.
KwiatyPodobne jak w przypadku buka pospolitego.
OwoceOrzechy dorastające do 15–20 mm długości i 10–18 mm średnicy, wystające z brązowych miseczek mierzących 15–20 mm średnicy.

## Biologia i ekologia
Rośnie w lasach mieszanych lub zrzucających liście. Występuje na wysokości do 1000 m n.p.m. Kwitnie od kwietnia do czerwca, natomiast owoce dojrzewają od września do października. 

## Zmienność
W obrębie tego gatunku oprócz podgatunku nominatywnego wyróżniono jeden podgatunek:
- Fagus grandifolia subsp. mexicana (Martínez) A.E.Murray – występuje w Meksyku; w stanach Tamaulipas, Hidalgo i Puebla[10].

## Zastosowanie
Dawniej gatunek ten był stosowany w medycynie tradycyjnej jako środek na odrobaczanie czy w leczeniu zaburzeń serca. Obecnie bywa uprawiany. Ponadto ma zastosowanie jako surowiec drzewny.